# 薩維奇島 (阿拉斯加州)
薩維奇島是美國的島嶼，位於阿圖島南面的太平洋海域，屬於尼爾群島的一部分，由阿拉斯加州負責管轄，該島在第二次世界大戰由美軍取名，島上無人居住。
52°48′05″N 173°04′32″E / 52.80139°N 173.07556°E